# Elopichthys bambusa
Elopichthys bambusa, även som Yellowcheek Carp på engelska, är en fiskart som först beskrevs av Richardson, 1845.  Elopichthys bambusa ingår i släktet Elopichthys och familjen karpfiskar. IUCN kategoriserar arten globalt som otillräckligt studerad. Inga underarter finns listade i Catalogue of Life. Fisken är en vanlig matfisk som förekommer i Asien från Amur i norr till Ca-floden i söder.